# Bill Black
William Patton "Bill" Black Jr. (17. september 1926 i Memphis, Tennessee –  21. oktober 1965 i Memphis) var amerikansk musiker. Han er bedst kendt for at være Elvis Presleys bassist.
Bill Black spillede kontrabas med karakteristiske dobbeltslag, der passede fortrinligt til rockabilly og rock'n roll musik. Sammen med guitaristen Scotty Moore medvirkede han på Elvis Presleys (som selv spillede rytmeguitar) allerførste succes "That's All Right", optaget hos Sam Phillips i Sun Records i Memphis. 
Fra februar 1955 og til november samme år turnerede Elvis Presley sammen sit band. De kaldte sig The Blue Moon Boys og bestod af Elvis Presley, vokal og rytmeguitar, Scotty Moore, leadguitar, Bill Black, bas og D.J. Fontana, trommer. Bandet blev opløst da Sun solgte Elvis' kontrakt.
Også i tiden efter skiftet til RCA i november 1955 var Bill Black bassist for Elvis, eksempelvis på det allerførste Elvis-hit på RCA, "Heartbreak Hotel".
Sidste gang Bill Black medvirkede på en Elvis-optagelse var 1. februar 1958, hvor sangene "Your Cheatin' Heart" og "Wear My Ring Around Your Neck" blev indspillet. På grund af en økonomisk uoverensstemmelse forlod Black samarbejdet. Elvis Presley og Bill Black så aldrig siden hinanden.
Han døde, kun 39 år gammel, af en hjernesvulst 21. oktober 1965, mens han var indlagt på Baptist Memorial Hospital i Memphis, samme hospital, hvor Elvis Presley 12 år senere erklæres død.

## Andet
Bill Blacks legendariske kontrabas ejes i dag af Paul McCartney, som selv har brugt den under indspilning af hans egen version af "Heartbreak Hotel". Bassen lå i flere år efter Bill Blacks død henslængt i en lade, men havnede i 1974 på en auktion, hvor den blev købt af McCartneys daværende hustru, Linda, som en fødselsdagsgave til sin mand.

## Links
- Rockabilly Hall of Fame-portræt af Bill Black Arkiveret 4. februar 2012 hos  Wayback Machine
- McCartney på Bill Blacks gamle bas Arkiveret 17. september 2011 hos  Wayback Machine